# Marek Antoni Durando
Marcantonio Durando (ur. 22 maja 1801 w Mondovì, zm. 10 grudnia 1880) – kapłan Misjonarzy świętego Wincentego a Paulo (CM), błogosławiony Kościoła rzymskokatolickiego.
Wstąpił do Zgromadzenie Misji w 1818 roku a, w 1824 roku otrzymał święcenia kapłańskie. W 1837 roku mając 36 lat został prowincjałem.
W 1865 roku założył zgromadzenie Sióstr Męki Jezusa z Nazaretu.
Zmarł w opinii świętości mając 79 lat.
Został pochowany w kościele Nawiedzenia Pańskiego w Turynie.
Jego proces beatyfikacyjny rozpoczął się w 1928 roku. Beatyfikowany przez papieża Jana Pawła II w dniu 20 października 2002 roku.